# Francesco Bonelli
Francesco Bonelli (Roma, 19 ottobre 1967) è un attore, sceneggiatore e regista italiano.

## Biografia
Nato in una famiglia della borghesia romana, grazie al lavoro della madre, agente di molti attori italiani e stranieri, venne presto a contatto con il mondo del cinema e del teatro. Suo zio Luigi Comencini gli diede la sua prima vera occasione all'età di 12 anni affidandogli la parte di protagonista nel film Voltati Eugenio. In seguito reciterà in altri film come Quattro storie di donne di Carlo Lizzani e Con rabbia e con amore di Alfredo Angeli, con il quale fu in concorso al Festival di Ginevra come miglior attore protagonista.
Ma la sua vera passione era la scrittura e la regia e per questo intraprese un percorso formativo che lo portò a lavorare, come assistente alla regia, con alcuni importanti registi. Con Duccio Tessari fu assistente per Quel treno da Vienna e C'era un castello con quaranta cani, con Ettore Scola ne Il viaggio di Capitan Fracassa e con Francis Ford Coppola ne Il padrino - Parte III. Con l'esperienza acquisita si dedicò anche alla scrittura e firmò come coautore alcune serie televisive di buon successo (Papà prende moglie, Caro maestro e Caro maestro 2, Lo zio d'America 2 e Sarà domani).
Anche se proiettato verso il mondo della scrittura e della regia, recitò per la televisione da co-protagonista in Caro maestro, Una donna per amico e Giornalisti. Nel contempo si dedicò anche al teatro e diresse la commedia Il tramezzo nell'ambito della rassegna cinema-teatro di Ettore Scola. Nel 1999 fondò la società di produzione Baloo e l'anno seguente l'Associazione Culturale Baloo per il Teatro con l'idea di produrre in proprio e di collaborare con gli enti teatrali di tutta Italia. Il primo spettacolo fu Carte di bordo, da lui diretto e interpretato e messo in scena al teatro Politecnico di Roma (stagione 1999-2000) e al teatro Il vascello di Roma (stagione 2000-2001).
Contemporaneamente elaborò il progetto La magia di Spoon River cui dedicherà molte energie e risorse. Per questo progetto mise in scena al teatro dell'Orologio Non baciarmi solo perché sono triste, di cui fu autore, regista e interprete insieme a Valentina Carnelutti, Federico Scribani e Giorgia Brugnoli. Riprese a scrivere per il cinema, e insieme a Simona Izzo fu coautore di Bella e impossibile che venne diretto da Marco Mattolini e trasmesso dalla HBO. Nel 2003 decise di confrontarsi con alcuni dei grandi del teatro e diresse e interpretò Mercanti di bugie di David Mamet affiancato da Aisha Cerami e Federico Scribani e Vero West di Sam Shepard.
Nel 2004 tornò a scrivere per la televisione e come autore insieme a Graziano Diana e Simona Izzo firmò la sceneggiatura di Eleonora, film in due puntate per Canale 5 liberamente ispirato alla vita di Eleonora Duse. Le riprese avvennero nel corso del 2005 per la regia di Ricky Tognazzi, con un cast di livello internazionale. Oltre a suonare il pianoforte si è cimentato con la scrittura e il canto. Tutta la sua produzione teatrale ne è permeata e spesso è stato autore e interprete delle musiche delle sue commedie. Nel 2008 ha scritto Liberate le Aragoste che ha diretto einterpretato al Teatro dell’Orologio di Roma, come anche al Teatro Lo Spazio e al Teatro Comunale di Montecarotto. Di questa commedia ha scritto la sceneggiatura cinematografica "Il quinto sapore", poi realizzato da altro regista nel 2016. Nel 2010 ha debuttato con la sua nuova commedia OFF andata in scena al teatro Agorà di Roma.
Tra il 2015 e il 2022 realizza tre lungometraggi: Radio Cortile, dove offre anche una notevole interpretazione attoriale nel ruolo di Fabio Brio; "Anche senza di te" con Nicolas Vaporidis, Matteo Branciamore e Myriam Catania, e L'amore allegro con Silvio Impegnoso, Ludovica Bargellini, Dorinda Faustini e Maurizio Mattioli. Questi tre film hanno tutti partecipato a Festival Nazionali e Internazionale, tra cui Montreal, Tokyo. L'Amore allegro ha vinto il premio Sergio Pastore, al miglior film indipendente italiano.

## Filmografia

### Cinema
- Voltati Eugenio, regia di Luigi Comencini (1980)
- Quelli del casco, regia di Luciano Salce (1987)
- Una fredda mattina di maggio, regia di Vittorio Sindoni (1990)
- Adelaide, regia di Lucio Gaudino (1992)
- Romanzo di un giovane povero, regia di Ettore Scola (1995)
- Con rabbia e con amore, regia di Alfredo Angeli (1997)
- Radio cortile, regia di Francesco Bonelli (2016)
- Anche senza di te, regia di Francesco Bonelli (2018)
- L'amore allegro, regia di Francesco Bonelli (2020)

### Televisione
- Quattro storie di donne, regia di Dino Risi (1989), miniserie TV, - episodio Emma
- Aquile, regia di Antonio Bido e Nini Salerno (1989), film TV
- Papà prende moglie, regia di Nini Salerno (1993), miniserie TV
- Caro maestro, regia di Rossella Izzo (1996-1997), serie TV
- Una donna per amico, regia di Rossella Izzo (1998), serie TV, 1ª stagione
- Giornalisti, regia di Vincenzo Terracciano e Giulio Manfredonia (2000), serie TV
- Buttafuori, regia di Giacomo Ciarrapico (2006), miniserie TV
- Fratelli detective, regia di Rossella Izzo (2011), serie TV, - episodio Rapina a mano armata
- La vita promessa, regia di Ricky Tognazzi (2020), serie TV, 2ª stagione, episodio 2

### Regista
- Radio cortile (2016)
- Anche senza di te (2018)
- L'amore allegro (2020)